# 馬鞍山循道衛理小學
馬鞍山循道衛理小學（英語：Ma On Shan Methodist Primary School）是香港沙田區的一所津貼小學，位於馬鞍山新市鎮，其前身為1959年創校的沙田循道衛理小學上午校，於2000年分拆為一所獨立的全日小學。

## 簡介
馬鞍山循道衛理小學於19年由香港基督教循道衛理聯合教會在沙田廣源邨創校，以發展全人教育為辦學宗旨。2000年9月，該校轉為全日制小學，並遷至馬鞍山恆明街的千禧校舍。而早於2008年，學校已全面推行普教中，學生在一至二年級開始修習普通話；另外亦推行常識科價值教育與服務教育等課程，包括邀請區內長者教導學生剪紙、書法等中國傳統文化藝術。2013年，該校配合香港教育局推動 STEM 教育，聯同沙田循道衛理小學及大埔循道衛理小學組成聯繫發展計劃，各為兩級設計相關課程，再合成一套適用於一至六年級、且有系統的 STEM 課程，但於同年9月曾因推行「馬循之星」校內獎勵計劃（特權卡），引起教育界爭議。
2005年，馬鞍山循道衛理小學把生命教育設為獨立科目。除了在校園設置「默想小徑」，還安排老師往台灣、廣州等地方就生命教育互相交流。
因應小學全日制政策，原校於1999年投得一所位於馬鞍山的校舍作分拆之用。經上、下午校隨機抽籤後，上午校獲安排於2000年遷入現址，並轉為一所獨立的全日小學。

## 軼事及事件
- 2016年6月，此校推行的「馬循之星」校內獎勵計劃被批讓部分學生享有特權（例如無須排隊上落校車），對其他學生有不公之虞[6]。事後，校方就此向傳媒作出解釋[4][5]。

## 結構
G樓：校務處、地下副堂、操場、默想小徑、攀石牆
1樓：一年級課室、小禮堂、活動室、音樂室
2樓：二年級課室、圖書館、科創天地、童創天地
3樓：三年級課室、英語閱讀室、音樂室、常識室、視藝室、數學天地
4樓：四年級課室、禮堂、遊戲室
5樓：五年級課室、英語室
6樓：六年級課室、校園電視台
7樓：教員室、資源室

## 外部連結
- 馬鞍山循道衛理小學的Facebook專頁
- 馬鞍山循道衛理小學（前沙田循道衛理小學上午校）校友會 MOSMPS Alumni的Facebook專頁
- 馬鞍山循道衛理小學的Instagram帳戶
- Mosmps Alumni的Instagram帳戶
- 官塘循道學校相簿